# 개인심리학
개인심리학(個人心理學, 영어: individual psychology)은 오스트리아의 정신의학자 알프레드 아들러가 창시한 심리학이다. 개인 심리학은 개개인의 특성에 초점을 맞춘 심리학이다. 창시자 이름으로 유래해 소위 아들러 심리학으로 불리기도 한다.

## 주요개념
개인은 나누어질 수 없는 전체로서 사회 내에서 자신이 설정한 목표를 달성하기 위해 끊임없이 노력한다. 인간에 대한 이러한 기본적 전제를 가지고 아들러(Adler, 1870-1937)는 개인심리학을 개발하였다. 그는 인간 행동의 원인보다 행동의 목적을 강조했으며, 인간은 열등감을 극복하여 자기완성을 이뤄야 함을 강조하였다. 그가 개발한 이 심리학은 자신의 초기 경험이 바탕이 됐다. 아들러는 정신질환자들보다 일반대중에 대한 관심이 많았는데, 무의식보다 현실의 주관적 지각을 더 중요하게 생각했다. 특히, 인간은 일생동안 사회 속에서 사회적 관심을 얻기 위한 노력을 끊임없이 계속한다고 강조했다.

### 개인심리학의 주요 개념 및 기법
열등감과 보상, 우월성 추구, 사회적 관심, 생활양식 조사(초기기억, 가족구조, 기본적 오류, 자질), 인생과제(사회적 관심, 사랑과 결혼, 일과 직업, 자기지향, 영성), 증상처방, 단추 누르기 기법, 마치 ~처럼 행동하기, 격려하기, 재정향 등.

### 열등감
아들러는 생활 양식의 근본을 결정하는 것으로 열등감을 꼽았다. 아들러에 의하면 인간은 누구나 어떤 측면에서 열등감을 느낀다. 이는 현재보다 나은 상태인 완전성을 실현하기 위해 노력하는 존재이며 동시에 사회적 존재로서 다른 사람들과 비교하여 자신을 평가하기 때문이라고 설명했다. 따라서 인간은 각자가 자기 완성을 이루기 위해 자신이 느끼는 열등감을 극복해야 한다고 역설하였다.

#### 열등감에 따른 유형
건강한 사람은 열등감을 극복하고 완성에 도달하기 위한 우월성 추구를 하므로 건설적 생활 양식을 갖게 되어 심리적 건강을 달성한다. 이런 사람들은 자신의 부족한 점을 스스로 인정하고 그것을 극복하려는 의지와 노력을 통해 자기 완성을 이루기 위해 매진한다.
반면 개인적 우월성 추구에 집착해 파괴적 생활양식을 갖게 되면 신경증에 빠지게 된다. 또, 열등감 콤플렉스란 주어진 문제를 사회에 유용한 방식으로 해결하기에 충분히 강하지 않는 사람이 갖는 특성이다. 열등감 형성에는 부모가 부모의 역할을 제대로 하는지, 양육태도는 어떤지가 영향을 미치며 신체적 특성에 따라 기관 열등감이 있을 수 있다.

### 우월성 추구
아들러는 우월성(superiority)이란 개념을 자기완성 혹은 자아실현이란 의미로 사용하였다. 우월성 추구는 삶의 기초적인 사실로 모든 인간이 문제에 직면하였을 때 부족한 것은 보충하며, 낮은 것은 높이고, 미완성의 것은 완성하며, 무능한 것은 유능한 것으로 만드는 경향성이다. 즉, 우월성의 추구는 묻는 사람의 선천적 경향성으로 일생을 통해 환경을 적절히 다스리며 동기의 지침이 되어 심리적인 활동은 물론 행동을 안내한다. 사회적 관심을 가진 바람직한 생활양식을 바탕으로 한 우월성 추구가 건강한 삶이라고 할 수 있다.

### 생활 양식
아들러의 개인심리학에서 가장 기반이 되는 개념으로, 생을 영위하는 근거가 되는 기본적 전제와 가정이라고 할 수 있다. 개인의 생활 양식(life style)은 삶에 대한 개인의 기본적 지향이나 성격을 나타내준다. 또한 생활양식은 인생 목표, 나아가 자아개념, 타인에 대한 감정, 세상에 대한 태도를 포함한 개인의 인생적 취향을 포함하는 개념으로 볼 수 있다. 아들러에 따르면, 4-5살 때 형성된 생활양식은 이후 안정적으로 거의 변하지 않으며, 한 개인이 어떻게 그의 인생의 장애물을 극복하고, 문제의 해결점을 찾아내며 어떠한 방법으로 목표를 추구하는지에 대한 방식을 결정해 준다고 한다.

#### 생활 양식의 네 가지 유형
생활 양식은 사회적 관심과 활동 수준이라는 두 가지 차원에 의해 결정된다. 사회적 관심은 인간 각 개인에 대한 공감, 개인의 이익보다 사회 발전을 위해 다른 사람과 협력하는 등 타인과의 소통과 관련이 있다. 이는 심리적 성숙의 주요 기준이 되며 보통 이기적과는 상반되는 개념으로 볼 수 있다. 한편, 활동 수준은 인생 문제를 다루는 데 있어 개인의 보여주는 에너지의 양이라고 할 수 있다.
생활 양식 유형의 예
① 지배형 (사회적 관심↓, 활동수준↑)
- 부모의 양육방식: 자녀를 지배하고 통제하는 독재형
- 특징 : 타인을 지배하고 통제하려 함
② 기생형 (사회적 관심↑, 활동수준↓)
- 부모의 양육방식: 자녀를 과잉보호
- 특징: 의존적인 아동
③ 회피형 (사회적 관심↓, 활동수준↓)
- 부모의 양육방식: 자녀의 기를 꺾어 버리는 양육방식
- 특징: 마냥 시도하지 않고 불평만 하고 사회적 관심이 떨어져 고립됨. 매사에 소극적이며 부정적인 태도를 가짐, 자신감이 없고 직면하는 것을 피함
④ 사회적 유용형(사회적 관심↑, 활동수준↑)
- 부모의 양육방식: 가장 바람직한 양육
- 특징: 자기수용적 태도를 가진 성숙한 사람으로 심리적으로 건강한 사람, 자신과 타인의 욕구를 동시에 충족, 인생과제를 완수하기 위해 타인과 협동함

### 가족구도/출생순위
아들러는 가족구도와 출생순위가 우리의 생활양식 형성에 중요하다는 것을 강조하였다. 가정에서 부모를 중심으로 자녀와의 가족관계가 어떠한 가족구조를 형성하고 있는가는 자녀의 생활양식을 형성하는 데 중요하다. 아들러 학파 치료에서 가족역동 특히 형제간의 관계를 다루는 것을 매우 중요시한다. 개인을 어떤 유형으로 전형화(典型化)하는 것은 피해야 할 일이지만 아동기에 형제간의 경쟁 결과로 생겨난 성격 경향이 개인의 남은 삶을 통해서 재현되는가를 살피는 것은 도움이 될 것이다.

### 인생과제
아들러는 사람이면 누구나 적어도 세 가지 주요 인생 과제인 ‘일과 여가’ ‘우정이나 사회적 관심’ ‘사랑과 결혼’에 직면하게 된다고 믿었다. 그 후 수십 년간의 연구들을 통해 이 세 가지 주요 인생 과제야말로 건강과 안녕에 있어 핵심이라는 입장을 더욱 공고히 해왔다. 모삭과 드레이커스(Mosak & Dreikurs, 1967)는 아들러에 의해 암시되기만 했던 다른 두 가지 인생 과제를 확인하였다. 자기지향성(self-direction)을 구성하는 열두 가지 내용은 가치감, 통제감, 현실적 신념, 정서적 자각 및 대처, 문제 해결 및 창의성, 유머 감각, 영양, 운동, 자기 보살핌, 스트레스 관리, 성정체감, 문화정체감 등이다.

### 허구적 최종목적론
아들러는 인간을 현재를 바탕으로 미래지향적인 삶의 목적을 향해 노력하는 존재로 보았으며, 이러한 삶의 목적은 최소한 사회에 기여할 수 있는 유용한 생활양식을 바탕으로 설정되는 것이 필요하다고 주장하였다. 개인심리학에서는 모든 인간의 행동은 목적을 갖는다고 가정한다. 아들러는 목적론으로 프로이트의 결정론적인 설명을 대신하였다. 아들러는 인간의 행동을 유도하는 상상된 중심 목표를 설명하기 위해 허구적 최종목적론이란 용어를 사용하였다. 허구적 최종목적론이란 허구나 이상이 현실을 더욱 더 효과적으로 움직인다는 힝거(Hans Vaihinger)의 말에서 영향을 받은 개념이다. 아들러는 인간의 모든 심리현상은 이 허구적 목적을 이해해서 설명할 수 있다고 주장하였다. 인간의 궁극적 목적은 허구로서 그것이 실현 불가능할지도 모르나 행동의 원인, 충동, 본능, 힘 등을 넘어서 행위의 최종 설명이 될 수 있다는 것이다.

## 인간관계
아들러는 불완전한 존재로서 인간은 누구나 어떤 측면에서 열등감을 느끼고 있다고 보았다. 그는 “인간이 된다는 것은 자신이 열등하다는 것을 느끼는 것을 의미한다.”라고 기술하였다. 아들러는 자기완성을 위한 필수요인으로  열등감을 꼽았다. 인간은 자신의 부족한 점을 스스로 인정하고 그것을 극복하려는 의지와 노력이 중요하다고 생각하였다. 즉, 개인 스스로가 본인이 가진 열등감을 파악하고 지배하는 게 필요하다고 보았다. 개인이 열등감에 사로잡혀 열등감의 지배를 받는 상태가 열등감 콤플렉스다. 아들러가 창설한 심리학에 따르면 인간은 사회적 맥락에서 끊임없이 변화하고 발전하는 존재라는 것이다.

## 후대의 개인심리학 책

### 일본의 철학자 기시미 이치로와 작가 고가 후미타케의 《미움받을 용기》
2013년 일본에서 《미움받을 용기》란 책이 출간되었다. 《미움받을 용기》는 개인심리학 창시자, 알프레드 아들러를 언급하고, 타 심리학, 철학 내용도 참고해서 쓴 책이다. 대화체 형식의 이 책은 일본에서 출간된 후, 2014년 한국에도 번역·출간되었다. 그 덕분에 많은 한국인들이 알프레드 아들러와 그 심리학에 엄청난 관심을 쏟았다. 2016년엔 한국의 청년들이 난 부모의 의견은 생각도 않는, 불효자가 되기 싫다며《미움받을 용기》에 반론을 던졌다. 그래서 이 책의 저자들인 기시미 이치로, 고가 후미타케는 부모 의견에 무조건 따라가지는 않는, 일본 가치관을 언급하면서 이 책 2권을 다시 펴냈다.

### 한국의 심리치료사 노안영의 《불완전할 용기》
2016년 한국의 심리치료사 노안영이 우리나라의 개인심리학 책인 《불완전할 용기》를 출간했다. 그는 자신이 쓴 책의 "들어가는 글" 부분에서 일본인이 쓴《미움받을 용기》로 한국에 아들러가 알려진 게 기쁘다고 했다. 그러나 노안영은 그 책의 "들어가는 글" 부분에서 미움을 주고 받는 관계는 좋은 관계가 되지 못한다고 하는 등, 잘못된 아들러 심리학 내용이 있다며 일본 저자의《미움받을 용기》를 지적했다. 자신이 쓴 《불완전할 용기》에서 노안영은 일본 작가가 해석한 '미움받을용기'가 결과와 성과에 대한 압박이 난무한 한국에선 적합하지 않다고 봤다. 그래서 그는 한국에 맞춘 개인심리학 해석은 '있는 그대로의 자기'와 '상대방에 대한 격려'라고 저술했다.

## 기타
긍정심리 치료에도 많이 사용된다고 한다.

## 같이 보기
- 목적론
- 원인론
- 정신분석학
- 메시아 콤플렉스
- 트라우마

## 참고 문헌
- 기시미 이치로, 고가 후미타케 (2014년) 《미움받을용기》 인플루엔셜
- 기시미 이치로, 고가 후미타케 (2016년) 《미움받을용기2》 인플루엔셜
- 노안영 (2016년) 《불완전할 용기》 솔과학
- 노안영 (2024년) 《불완전할 용기 2》 학지사